# Carrier Air Wing
Ne doit pas être confondu avec Carrier Air Wing (jeu vidéo).

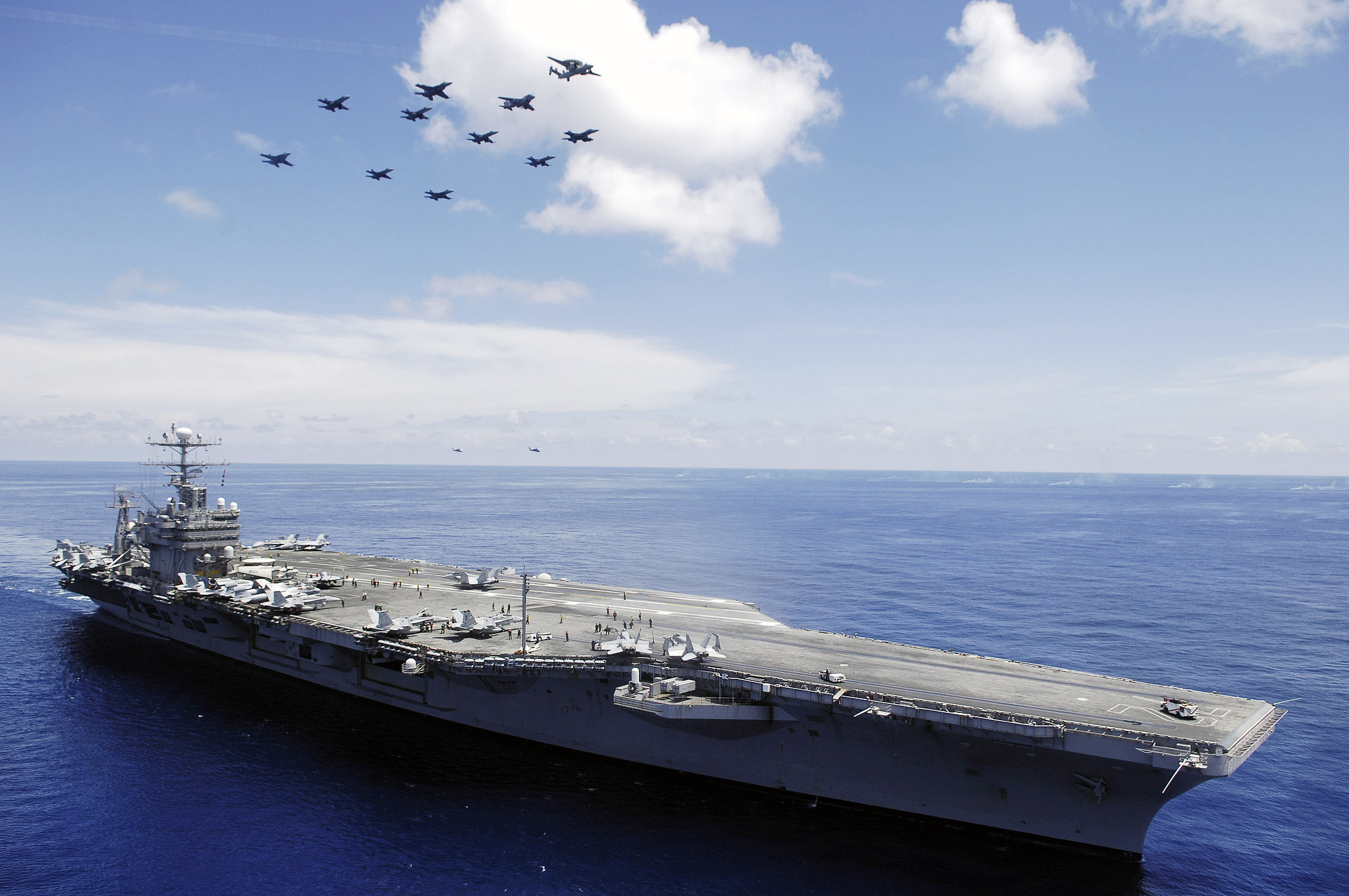
Les aéronefs du CVW-2 volant en formation au-dessus de l'USS Abraham Lincoln en 2006.

Un Carrier Air Wing (Escadre aérienne embarquée), abrégé CVW, est l'unité qui met en œuvre les aéronefs d'un porte-avions de la marine des États-Unis. Composée de plusieurs escadrons ou détachements d'avions et hélicoptères, l'escadre est une unité constituée permanente, dont la création - et les traditions - remontent aux années précédant la Seconde Guerre mondiale pour les plus anciennes d'entre elles. Elle est à la fois la raison d'être et l'arme la plus puissante d'un groupe aéronaval ou Carrier Strike Group (Groupe de Frappe aéronaval dans le vocabulaire de la marine américaine et sa composition (nombre d'escadrons, types d'aéronefs embarqués etc.) évolue en permanence.
Le Carrier Air wing - qui était appelé Carrier Air Group, (Groupe aérien sur porte-avions, abrégé en CAG) jusqu'en 1963 - travaille en étroite collaboration avec son porte-avions d'affectation, formant une équipe "porte-avions/escadre embarquée" qui s'entraîne et se déploie conjointement. Longtemps considérée, dès lors qu'elle était embarquée, comme un des services du porte-avions (au même titre que les services « Opérations », « Navigation », « Propulsion/Énergie » etc.) et donc placée sous l'autorité du commandant du navire, l'escadre est, depuis 1986, une unité autonome, directement subordonnée à l'amiral commandant le groupe aéronaval. Son commandant est désormais un captain (capitaine de vaisseau), comme le commandant du navire et tous les deux sont au même niveau dans la hiérarchie. En 2024, il y a neuf escadres embarquées dans l'US Navy: quatre d'entre elles sont basées sur la base aéronavale Oceana (Virginie) et quatre autres sont basées sur la base aéronavale Lemoore (Californie). La dernière est déployée en permanence au Japon sur la base aéronavale des Marines d'Iwakuni). Les escadres embarquées sont habituellement affectées à un porte-avions pour plusieurs années mais sont cependant régulièrement réaffectées, notamment à l'occasion de l'entrée en service de nouveaux navires ou lors des périodes d'entretien ou de rénovation qui interviennent au cours de la vie de ces derniers (voir tableau ci-dessous). Une escadre embarquée moderne comporte environ 2 500 marins et entre 70 et 75 aéronefs.

## Composition de l'escadre

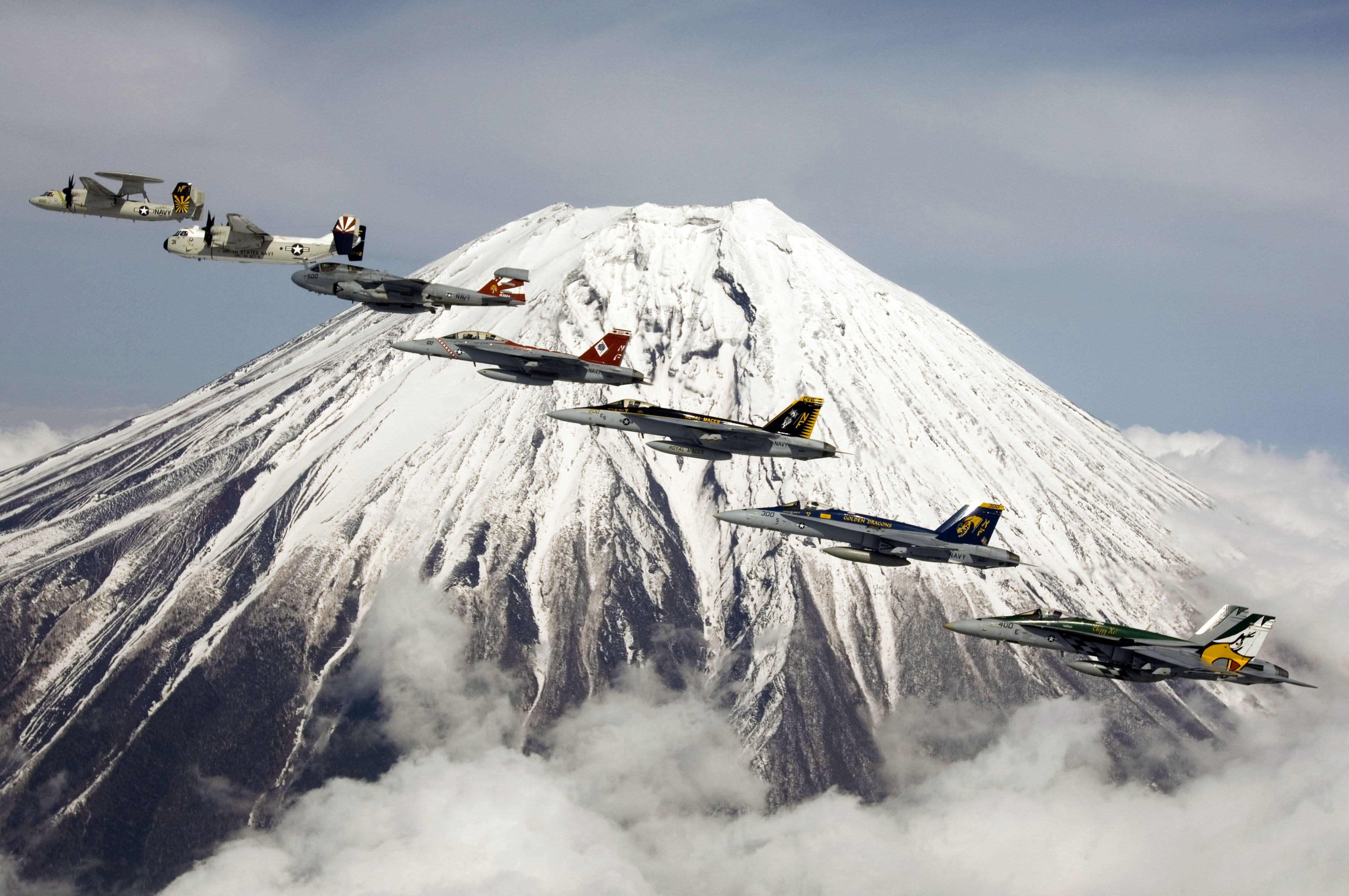
Les aéronefs du CVW-5 en 2007.

La composition de l'escadre aérienne embarquée doit lui permettre de mener des frappes à des centaines de milles marins de son porte-avions, tout en assurant la défense en profondeur du groupe aéronaval contre les menaces aériennes, de surface ou sous-marines. Elle a longtemps dépendu de la classe - et donc de la taille - du porte-avions qui la mettait en œuvre mais les porte-avions actuels appartiennent soit à la classe Nimitz soit à la classe Ford qui en est dérivée et les différences de composition entre les escadres sont principalement dues à l'introduction progressive de nouveaux types d'appareils - qui s'étalent sur plusieurs années.
En 2024, l'US Navy compte neuf escadres embarquées pour un total de onze porte-avions "en commission". Chacune d'entre elles est composée de :
- Un escadron de chasse et d'attaque (VFA) avec 12 F/A-18F Super Hornet biplaces[N 8] ;
- Trois escadrons de chasse et d'attaque (VFA) avec chacun une douzaine de F/A-18E Super Hornet monoplaces ;
- Dans certaines escadres, l'un des escadrons de F/A-18 monoplaces est remplacé par un escadron de chasseurs furtifs F-35C Lightning II. À terme chaque escadre en comptera au moins un ;
- Un escadron de guerre électronique (VAQ) avec 5 EA-18G Growlers - avec un objectif de porter cet effectif à 7 appareils par escadron ;
- Un escadron de guet aérien (VAW) avec 4 ou 5 avions radars de type Grumman E-2 Hawkeye, presque tous les escadrons ayant achevé leur transition du modèle E-2C vers le E-2D Advanced Hawkeye ;
- Un escadron d'hélicoptères de lutte anti-submersibles (HS) avec entre 6 et 8 MH-60S Seahawks ;
- Un escadron d'hélicoptères multi-missions MH-60R Seahawks (dont certains sont délocalisés à bord d'autres navires du groupe aéronaval) ;

Le soutien logistique est assuré par un détachement de 2 C-2 Greyhound qui ne fait pas partie officiellement de l'escadre embarquée. Le C-2 est en cours de remplacement par la version cargo du V-22 Osprey, le CMV-22B.
Quelques escadres ont comporté jusqu'à récemment un deuxième escadron de F/A-18F biplaces mais cette pratique a pris fin avec la conversion de deux de ces escadrons (VFA-94 et VFA-211) vers le modèle monoplace F/A-18E. De même, un escadron de F/A-18C du Corps des Marines (VMFA) occupait régulièrement la place d'un des escadrons de F/A-18C ou E de la Navy dans une ou deux escadres. Cette pratique se poursuit avec le nouveau chasseur F-35C. Ainsi, en 2024, le CVW-9 accueille l'escadron VMFA-314.
Enfin, il faut noter que, à l'exception du CVW-5, qui est déployé en permanence au Japon, les bases d'implantation des escadres n'accueillent que leurs états-majors. Les escadrons qui les composent - qui ne sont rassemblés que pour les périodes d'embarquement ou pour certaines phases d'entrainement qui précèdent les déploiements -  sont dispersés sur des bases spécialisées. C'est le concept de la Master Jet Base, introduit au début des années 1960. Par exemple, tous les escadrons de F/A-18 de la côte Est sont basés à Oceana (Virginie) tandis que ceux de la côte Ouest sont basés à Lemoore (Californie). La base de Whibdey Island (État de Washington), par contre, regroupe l'ensemble des appareils de guerre électronique EA-18G des deux côtes.

## Organisation
L'escadre embarquée est commandée par le "CAG" (Commander, Air Group - Commandant du groupe aérien, un terme hérité de l'ancienne désignation de l'escadre embarquée) qui est un  capitaine de vaisseau (captain) avec une qualification de Naval Aviator (pilote) ou Naval Flight Officer (officier système d'arme). Il est assisté par un commandant en second ou  Deputy Air Wing Commander (DCAG), lui aussi captain et aviateur. L'état-major de l'escadre comprend environ 16 à 20 officiers et environ 20 marins. Il comprend un officier « Opérations », en général du grade de commander (capitaine de frégate). Les autres officiers (qui sont des officiers supérieurs ou subalternes - capitaines de corvette ou lieutenants de vaisseau), incluent 2 officiers d'appontage, un officier "Armements", un officier "Renseignement" et un officier "Maintenance". L'état-major de l'escadre embarquée est souvent renforcé temporairement par du personnel des escadrons, et notamment leurs officiers de renseignement. Une fois à bord, cet état-major s'interface avec celui de l'amiral, ainsi qu'avec les différents services du navire, et notamment avec le service « Opérations » du porte-avions (Strike Operations pour les opérations de combat et Air Operations pour la circulation aérienne), ainsi qu'avec le service « Aviation », qui, sous la responsabilité du Chef Aéro (Air Boss), supervise toutes les manœuvres sur - et sous - le pont ainsi que les catapultages et appontages). Le CAG lui-même est directement subordonné au contre-amiral commandant le Carrier Strike Group, et il a un positionnement d'égal vis-à-vis du commandant du porte-avions, du commandant du DESRON (flottille de destroyers escortant le navire et du commandant du croiseur porte-missiles rattaché au groupe aéronaval. Le CAG est chargé de toutes les opérations de frappe du Strike Group - y compris celles effectuées avec des missiles de croisière. Le CAG est en général qualifié pour voler sur au moins deux types d'aéronefs en dotation dans l'escadre aérienne.

## Escadres aériennes embarquées actives / identification
Les escadres de la flotte Atlantique ont comme première lettre d'identification sur leur empennage un "A", alors que celles rattachées à la flotte du Pacifique arborent un "N". Le "A" ou le "N" sont suivis par une lettre qui identifie l'escadre embarquée. Par exemple les aéronefs du CVW-7, rattachés à la flotte Atlantique arborent le code "AG" sur leur empennage.

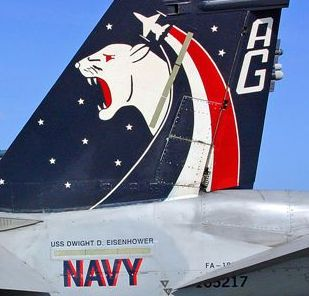
"AG" sur l'empennage indique un avion du CVW-7. Le navire d'affectation est aussi indiqué.

En général, l'association navire/escadre dure plusieurs années mais le tableau ci-dessous montre qu'en l'espace de 13 ans la totalité des escadres ont changé d'affectation, pour des raisons diverses : entrée en service et désarmement de navires, changement de port d'attache, transfert entre flottes du Pacifique et de l'Atlantique, périodes d'indisponibilité du navire pouvant s'étendre sur plusieurs années - par exemple pour rechargement du cœur des réacteurs nucléaires - etc.
| Escadre                                                    | Insigne | Code | Base                                                       | Porte-avions d'affectation 2024   | Porte-avions d'affectation 2011   |
| ---------------------------------------------------------- | ------- | ---- | ---------------------------------------------------------- | --------------------------------- | --------------------------------- |
| Carrier Air Wing One (CVW-1)                               |         | AB   | NAS Oceana                                                 | USS Harry S. Truman (CVN-75)      | USS Enterprise (CVN-65)           |
| Carrier Air Wing Two (CVW-2)                               |         | NE   | NAS Lemoore                                                | USS Carl Vinson (CVN-70)          | USS Abraham Lincoln (CVN-72)      |
| Carrier Air Wing Three (CVW-3)                             |         | AC   | NAS Oceana                                                 | USS Dwight D. Eisenhower (CVN-69) | USS Harry S. Truman (CVN-75)      |
| Carrier Air Wing Five (CVW-5)                              |         | NF   | Marine Corps Air Station Iwakuni/Naval Air Facility Atsugi | USS Ronald Reagan (CVN-76)        | USS George Washington (CVN-73)    |
| Carrier Air Wing Seven (CVW-7)                             |         | AG   | NAS Oceana                                                 | USS George Washington (CVN-73)    | USS Dwight D. Eisenhower (CVN-69) |
| Carrier Air Wing Eight (CVW-8)                             |         | AJ   | NAS Oceana                                                 | USS Gerald R. Ford (CVN-78)       | USS George H. W. Bush (CVN-77)    |
| Carrier Air Wing Nine (CVW-9)                              |         | NG   | NAS Lemoore                                                | USS Abraham Lincoln (CVN-72)      | USS John C. Stennis (CVN-74)      |
| Carrier Air Wing Eleven (CVW-11)                           |         | NH   | NAS Lemoore                                                | USS Theodore Roosevelt (CVN-71)   | USS Nimitz (CVN-68)               |
| Carrier Air Wing Seventeen (CVW-17)                        |         | NA   | NAS Lemoore                                                | USS Nimitz (CVN-68)               | USS Carl Vinson (CVN-70)          |
|                                                            |         |      |                                                            |                                   |                                   |
| Carrier Air Wing Fourteen (CVW-14) désactivée en mars 2017 |         | NK   | NAS Lemoore                                                |                                   | USS Ronald Reagan (CVN-76)        |

### Escadres aériennes en réserve
| Nom officiel          | Insigne | Quartier général                                  | Code |
| --------------------- | ------- | ------------------------------------------------- | ---- |
| Tactical Support Wing |         | Naval Air Station Fort Worth (Joint Reserve Base) | AF   |

## Escadres aériennes inactives
| Nom officiel                         | Insigne | Désactivée         |
| ------------------------------------ | ------- | ------------------ |
| Enterprise Air Group                 |         | 1er septembre 1942 |
| Carrier Air Group SIX (CVG-6)        |         | 29 octobre 1945    |
| Carrier Air Group Thirteen (CVG-13)  |         | 1er octobre 1962   |
| Carrier Air Group Seventeen (CVG-17) |         | 16 septembre 1958  |
| Carrier Air Wing Six (CVW-6)         |         | 1er avril 1992     |
| Carrier Air Wing Ten (CVW-10)        |         | 20 novembre 1969   |
| Carrier Air Wing Thirteen (CVW-13)   |         | 1er janvier 1991   |
| Carrier Air Wing Fourteen (CVW-14)   |         | 31 mars 2017       |
| Carrier Air Wing Fifteen (CVW-15)    |         | 31 mars 1995       |
| Carrier Air Wing Sixteen (CVW-16)    |         | 30 juin 1971       |
| Carrier Air Wing Nineteen (CVW-19)   |         | 30 juin 1977       |
| Carrier Air Wing Twenty One (CVW-21) |         | 12 décembre 1975   |

### Escadres aérienne de réserve désactivées
| Nom officiel                              | Insigne | Désactivée       |
| ----------------------------------------- | ------- | ---------------- |
| Carrier Air Wing Reserve Four (CVWR-4)    |         | 1 juin 1970      |
| Carrier Air Wing Reserve Twelve (CVWR-12) |         | 30 juin 1970     |
| Carrier Air Wing Reserve Twenty (CVWR-20) |         | 1 avril 2007     |
| Carrier Air Wing Reserve Thirty (RCVW-30) |         | 30 décembre 1994 |

## Histoire

### Organisation, dénomination et identification des groupes aériens embarqués

#### Subordination au commandant du porte-avions (1937-1986)

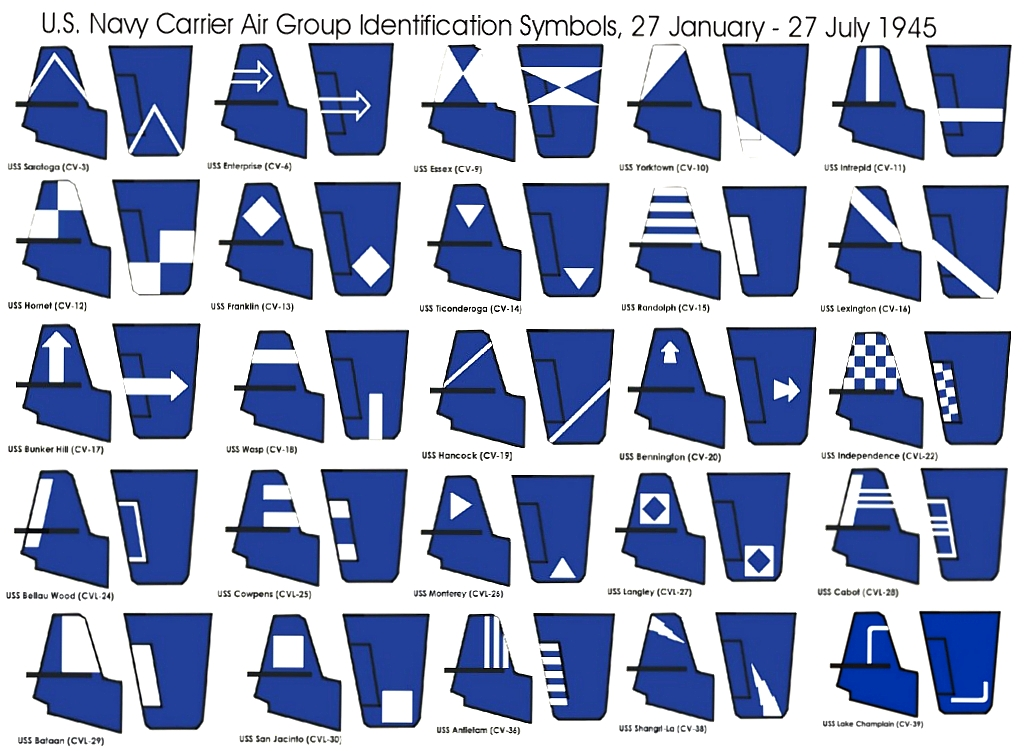
Les symboles d'identification visuelle de 1945.

Les premières "escadres aériennes embarquées" (comme on les appelait alors) furent activées en 1937. Initialement, le commandant du groupe aérien - connu sous l'appellation de "CAG" - était le plus ancien des commandants d'escadron embarqués, et il devait mener personnellement toutes les frappes importantes, et coordonner les attaques des chasseurs, bombardiers et bombardiers lance-torpilles du porte-avions au combat. Dès qu'il était à bord, le CAG était subordonné au commandant du navire, au même titre que les autres chefs de service (Opérations, Aviation, Navigation, Propulsion/Énergie etc.).
Entre juillet 1937 et la mi-1942, les groupes aériens embarqués étaient affectés de manière permanente et identifiés à leurs porte-avions, et les escadrons étaient numérotés en fonction du numéro de coque de leur porte-avions. Par exemple, les escadrons de l'"Enterprise Air Group", affectés à l'USS Enterprise (CV-6), portaient tous le numéro "6": (Fighting Squadron (VF 6), Bombing Squadron (VB 6), etc. En 1942, les groupes aériens ne furent plus nommés selon leurs porte-avions, mais on leur donna un numéro unique en fonction du numéro de coque de leur porte-avions (par exemple, l'Enterprise Air Group devint le CAG-6). Cette numérotation fut bientôt écartée à son tour, car les groupes aériens - alors désignés CVG - changeaient fréquemment de porte-avions. Les groupes aériens embarqués conservent alors leur numéro de désignation sans égard au porte-avions d'affectation.
Le premier système formel pour l'identification des escadres embarquées ("système d'identification visuelle des avions embarqués") fut instauré en janvier 1945. Il consistait en des symboles géométriques qui identifiaient le porte-avions de rattachement, et non le groupe aérien. Comme il y avait trop de porte-avions et que les symboles étaient difficiles à se remémorer pour les décrire à la radio, un système de lettres simples ou doubles fut introduit en juillet 1945. Les lettres identifiaient cependant les porte-avions et non pas le groupe aérien. Les identifications suivantes sont connues :
- USS Saratoga (CV-3): CC
- USS Enterprise (CV-6): M
- USS Yorktown (CV-10): RR
- USS Hornet (CV-12): S
- USS Ticonderoga (CV-14): V
- USS Randolph (CV-15): L
- USS Lexington (CV-16): H
- USS Wasp (CV-18): X
- USS Hancock (CV-19): U
- USS Bennington (CV-20): TT
- USS Monterey (CVL-26): C
- USS Shangri-La (CV-38): Z

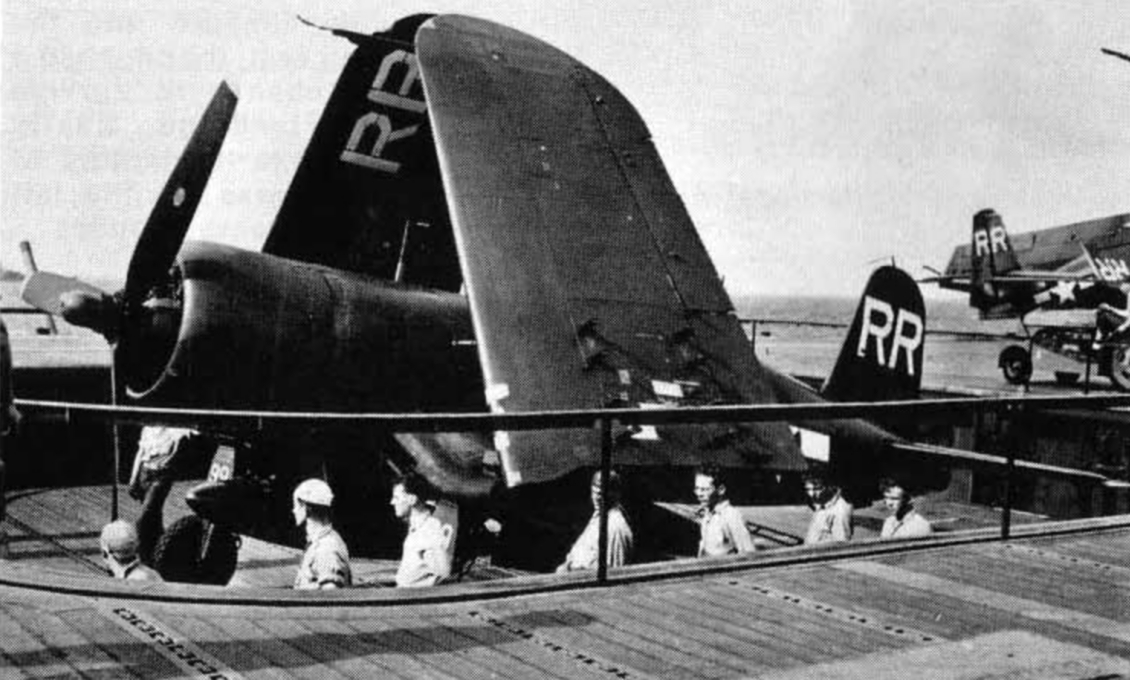
Un FG-1D Corsair du VBF-88 arbore le code lettres introduit en juillet 1945.

On sait que l'USS Shangri-La avait son numéro de coque "38" remplacé sur le pont d'envol avant par la lettre d'identification de son groupe aérien "Z". À cause des combats en cours et de la fin de la guerre, un mélange de codes d'identification fut utilisé à la fin 1945. À partir de la fin 1946, les lettres servirent à identifier l'escadre aérienne et non le porte-avions. Ce système fut abandonné en 1957.
Jusqu'aux environs de la Guerre de Corée, les numérotions des escadrons et des groupes étaient homogènes (par exemple, VF-142, VF-143, VA-145, VA-146 et VA-147 au sein du groupe CAG-14 mais, après la fin de cette guerre, la composition des groupes - puis escadres - continua à évoluer en fonction des mises en service d'appareils nouveaux, qui se traduisaient souvent par le remplacement d'un escadron par un autre, déjà « transformé » sur le nouveau type d'appareil mais provenant d'un autre groupe et l'homogénéité des numérotations finit par disparaître complètement. Aujourd'hui, il est rare qu'un escadron porte un numéro dérivé de celui son escadre d'appartenance.
Le 20 décembre 1963, les Carrier Air Groups furent renommés "Attack Carrier Air Wings" (CVW – "CV" étant le préfixe de coque servant à désigner les porte-avions classiques).
Entre 1960 et 1974, l'U.S. Navy utilisa aussi des "Carrier Anti-Submarine Air Groups (CVSG)". Ceux-ci étaient typiquement constitués de deux escadrons d'avions de lutte anti-submersibles (VS), un escadron d'hélicoptères anti-submersibles (HS), et de deux escadrons plus petits de 3 ou 4 avions pour le guet aérien (VAW) et l'auto-défense (VA, VMA, VSF). En 1973, les derniers porte-avions affectés à la lutte anti-sous-marine (classification CVS), qui étaient de vieux navires appartenant à la classe « Essex » furent retirés du service et les escadrons anti sous-marins furent incorporés dans les Attack Carrier Air Wings, conduisant à une désignation plus simple de "Carrier Air Wing".

#### Subordination à l'amiral commandant le groupe aéronaval (depuis 1986)
Avant 1986, les CAGs étaient sélectionnés parmi des aviateurs qui avaient déjà commandé une flottille (généralement de chasse ou d'attaque). Du rang de commander, ils étaient souvent promus captain pendant leur temps de commandement. Par la suite, une fois qu'ils avaient un certaine ancienneté dans le grade de captain, ceux qui étaient sélectionnés pouvaient prendre le commandement d'un navire à fort tirant d'eau (deep draft command) avant d'accéder éventuellement à celui d'un porte-avions.
En 1986, le Secrétaire à la Marine John Lehman éleva le CAG au rang d'égal du commandant du navire, les deux officiers étant subordonnés au commandant du groupe aéronaval. Le CAG fut alors appelé Super CAG ou Senior CAG et un Deputy CAG (DCAG) lui fut adjoint, le DCAG étant par la suite promu au rang de CAG. Ce système est toujours en place, même si les terme de Super CAG et Senior CAG ont été abandonnés assez rapidement.
Ce changement d'organisation, controversé parce qu'il modifiait un système complexe et bien rodé et parce qu'il semblait remettre en cause l'autorité traditionnelle du commandant du porte-avions, était motivé par de multiples raisons. Il fut accéléré par la perception de la mauvaise performance de la Navy lors de l'attaque de batteries de défense anti-aériennes syriennes au Liban en décembre 1983 mais fit l'objet d'une réflexion poussée portant sur le commandement en général et sur la gestion de carrière des aviateurs. Présentée en 1984 et complétée par la création d'un centre d'entraînement appelé Naval Strike Warfare Center à Fallon dans le Nevada, la création du poste de Super-CAG, mise en oeuvre simultanément dans les flottes de l'Atlantique et du Pacifique à partir de 1986 avait été décidée en fonction des critères suivants :
- réalisation que le commandement du porte-avion laissait peu de temps à son titulaire pour s'impliquer dans la mise en œuvre du groupe aérien. Dans l'ancien système, le CAG prenait en fait souvent ses ordres de l'amiral lui-même (ou de son état-major) même si le commandant du porte-avions restait dans la boucle.
- nécessité pour le commandant du groupe aérien d'être mieux formé, à la fois pour maîtriser la mise en oeuvre de l'ensemble des armes du groupe aéronaval et pour pouvoir participer en toute connaissance aux prises de décision à haut niveau[N 14]. Dans la nouvelle organisation, le CAG est l'un des chefs opérationnels prévus par la doctrine de "Composite Warfare" de l'US Navy et il est directement subordonné à l'amiral lui-même.
- quasi-impossibilité, dans une flotte, qui serait bientôt exclusivement composée de porte-avions nucléaires, d'exercer la fonction de CAG, puis de suivre le très long cursus de qualification exigé par le commandement d'un PA nucléaire[N 15]. Dans le nouveau système, au cours de sa carrière, un aviateur peut commander soit une escadre aérienne, soit un porte-avions[N 16].
- meilleure gestion des carrières des aviateurs embarqués par doublement des opportunités de promotion, le poste de CAG permettant désormais d'accéder au grade d'amiral au même titre que celui de commandant de porte-avions[N 17].

Lors des premières années de la mise en œuvre du nouveau système, les rôles respectifs du CAG et de son adjoint firent l'objet d'intenses réflexions, le commandement en vol étant parfois même dans certaines escadres de la responsabilité exclusive du DCAG, dont la fonction et la formation étaient très proches de celles du CAG dans l'ancien système (affectation comme DCAG suivant immédiatement le commandement d'une flottille puis affectation à terre avec promotion éventuelle au poste de CAG ultérieurement). Mais la pérennité du DCAG fut également remise en cause et le poste, dont la suppression venait d'être décidée en 1990, n'était pas systématiquement occupé pendant la première Guerre du Golfe. Le poste fut finalement rétabli mais dans un format différent et le système actuel, dans lequel le CAG exerce toujours son commandement en participant aux missions et le plus souvent en les dirigeant, fut finalisé après cette guerre (affectation pour une durée totale de 3 ans, d'abord comme DCAG avec prise de commandement comme CAG vers le milieu de cette période).

### Composition historique des groupes aériens/escadres embarquées
La composition des groupes aériens a constamment évolué. Pour une période donnée, il n'y quasiment jamais deux escadres aériennes dont les compositions soient entièrement identiques.

### Seconde Guerre mondiale

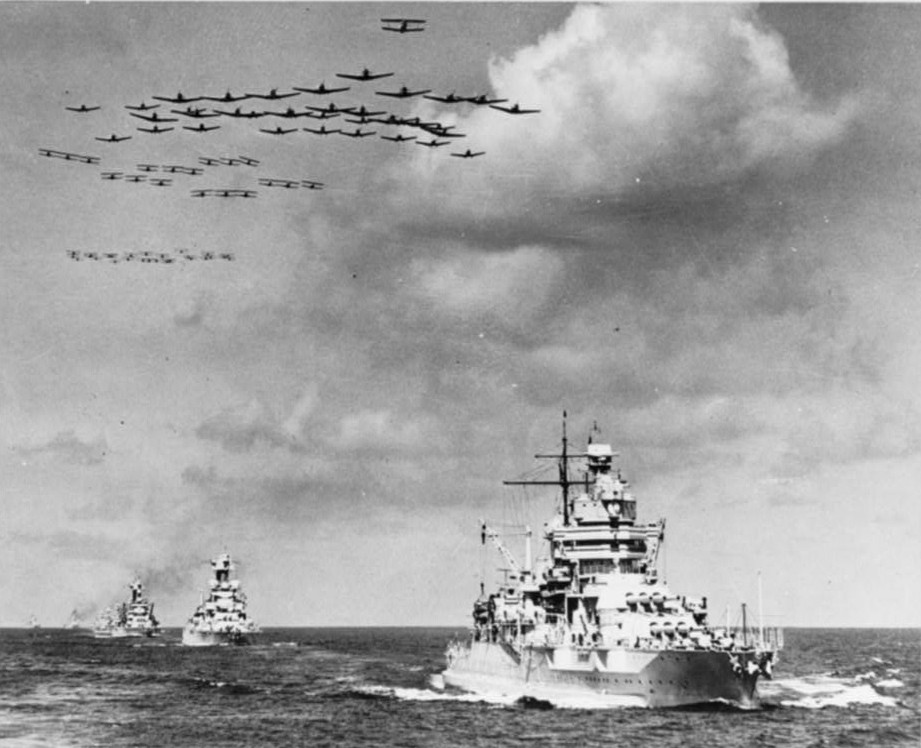
Un groupe aérien embarqué survole des cuirassés en 1940.

Au début de la Seconde Guerre mondiale, un groupe aérien typique se compose d'environ 72 avions:
- 1 escadron de chasseurs (VF) composés de 18 Grumman F4F Wildcat
- 1 escadron de bombardement (VB) composé de 18 bombardiers en piqué Douglas SBD Dauntless
- 1 escadron de reconnaissance (VS) composé de 18 bombardiers en piqué Douglas SBD Dauntless
- 1 escadron de bombardiers-torpilleurs (VT) composé de 18 Douglas TBD Devastator/TBF/TBM

Pendant la guerre, la composition des escadres embarquées changea de façon radicale. Les escadrons de reconnaissance furent dissous au début de 1943 et le nombre de chasseurs ne cessa d'augmenter. En général, en 1943 un porte-avions de la classe Essex transportait 90 avions : 36 chasseurs, 36 bombardiers et 18 avions-torpilleurs.
À la fin de la Seconde Guerre mondiale, la totalité des avions embarqués étaient dotés d'ailes repliables, ce qui permit aux groupes aériens embarqués sur les plus grands porte-avions de déployer plus de 100 appareils. À partir de février 1945, un Essex mettait typiquement en œuvre :
- 2 escadrons de chasseurs avec environ 36 F6F Hellcat ou F4U Corsair chacun. L'un des deux était officiellement un escadron de chasseurs (VF) et l'autre de chasseurs bombardiers (VBF) mais, comme ces deux escadrons résultaient le plus souvent de la scission de l'escadron initial qui, à force de renforcements, était devenu trop important, leurs missions, comme leurs avions, étaient identiques.
- environ 6 à 8 F6F Hellcat en version chasse de nuit et reconnaissance photo répartis dans les escadrons de chasse ou organisés en détachements indépendants
- 1 escadron de 15 à 20 avions-torpilleurs avec 15 à 20 bombardiers-torpilleurs de type TBM Avenger
- 1 escadron de 15 à 20 bombardiers en piqué de type Curtiss SB2C Helldiver

En pratique, il y avait de nombreuses variantes ; par exemple, certains groupes conservèrent jusqu'à la fin de la guerre un escadron de chasse unique. D'autres ne comprenaient plus de bombardiers en piqué. Par ailleurs, l'US Navy constitua également quelques groupes aériens spécialisés pour le combat de nuit, équipés de variantes des F6F Hellcat et TBF/TBM Avenger dotées de radars.
Les porte-avions rapides de la classe Independance comportaient un groupe aérien réduit (CVLG, typiquement 24 F6F Hellcat et 9 TBM Avenger) sous les ordres d'un capitaine de corvette (commander) qui commandait également l'un des deux escadrons. Quant aux porte-avions d'escorte, seuls les plus grands d'entre eux (classes Sangamon et Commencement Bay) mettaient en œuvre un groupe aérien réduit (CVEG) - comparable à ceux des porte-avions rapides. Pour la grande majorité des autres (classes Bogue et Casablanca notamment), la composante aérienne se réduisait à un unique escadron "composite" (VC) mettant en œuvre un panachage de chasseurs FM et de bombardiers torpilleurs TBM. Enfin, à la fin de la guerre apparurent également quatre groupes aériens embarqués des Marines (MCVG). Déployés à bord de "grands" porte-avions d'escorte de la Classe Commencement Bay et équipés principalement de Corsair et d'Avenger (plus quelques F6F de chasse de nuit), ils étaient destinés à fournir un appui aérien lors des débarquements.

### Guerre de Corée

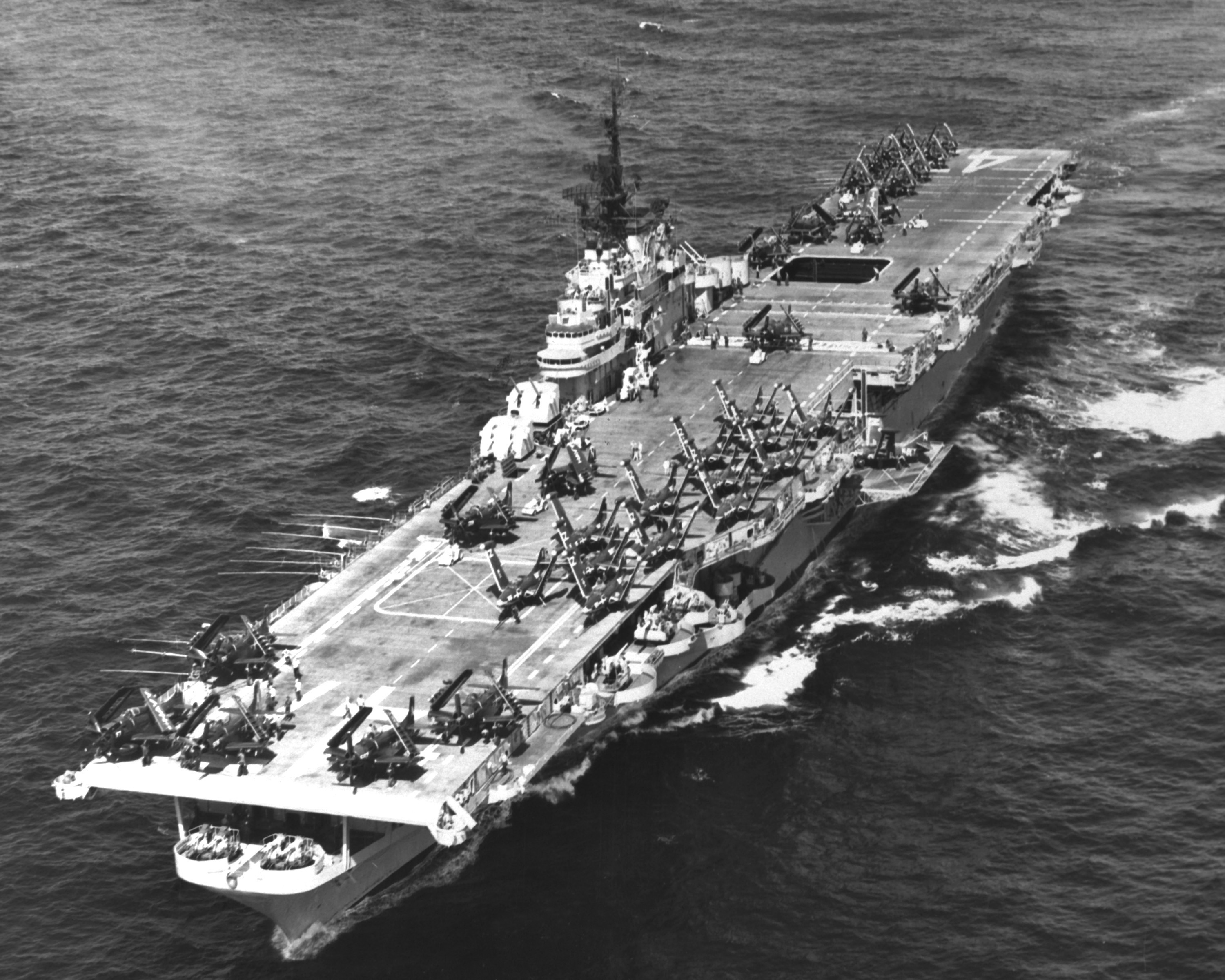
CVG-9 à bord de l'USS Philippine Sea (CV-47), 1953.

Les groupes aériens embarqués disposaient en général de 4 escadrons de 14 chasseurs chacun et d'un escadron d'assaut à 14 avions.
- 2 ou 3 escadrons de chasseurs/chasseurs-bombardiers à réaction sur F9F Panther ou McDonnell F2H Banshee
- 1 ou 2 escadrons de chasseurs à moteur à piston sur F4U Corsair
- 1 escadron d'attaque sur AD Skyraider

Ils comportaient également des escadrons ou détachements spécialisés à 2 ou 4 avions pour la reconnaissance photographique (VAP/VFP, RVAH), le guet aérien (VAW), la chasse et le bombardement de nuit, les contre-mesures électroniques (VAQ) ainsi que d'hélicoptères de sauvetage HOS3.

### Viêt Nam

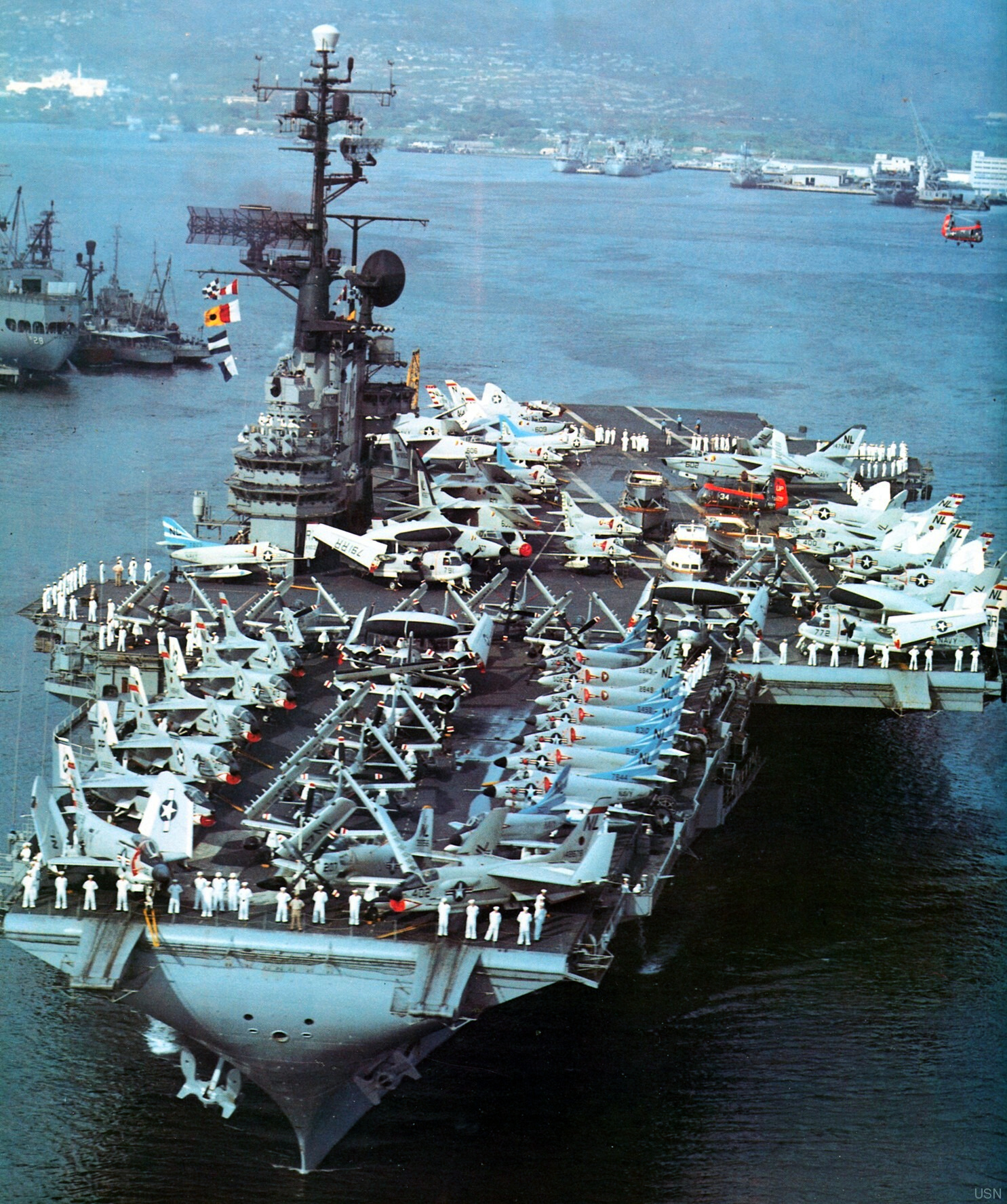
Le CVG-15 à bord de l'USS Coral Sea (CV-43), 1963.

Pendant la guerre au Viêt Nam, les Attack Carrier Air Wings comprenaient environ 70 aéronefs, dont deux escadrons de chasseurs et trois escadrons d'attaque plus les escadrons spécialisés.
En 1965, une escadre aérienne typique comprend :
- 2 escadrons de chasseurs (VF) sur  F-4 Phantom ou F-8 Crusader
- 2 escadrons d'appui (VA) sur A-4 Skyhawk
- 1 escadron d'attaque (VA) sur A-1 Skyraider
- 1 escadron d'attaque lourd (VAH) sur A-3 Skywarrior
- 2 ou 3 RF-8 Crusader ou RA-5C Vigilante pour la reconnaissance
- 2 ou 3 E-1 Tracer pour le guet aérien

À la fin de la guerre en 1973, un groupe aérien était en général composé d'environ 90 aéronefs :
- 2 escadrons de chasse (VF) sur F-4 Phantom (ou F-8 Crusader sur les deux porte-avions de classe Essex restant en service)
- 2 escadrons d'appui (VA) sur  A-7 Corsair (ou A-4 Skyhawk)
- 1 escadron d'attaque tout temps (VA) sur A-6 Intruder
- 1 escadron de guerre électronique (VAQ) sur EKA-3B Skywarrior
- 3 ou 4 E-2 Hawkeye de guet aérien
- 3 ou 6 RA-5C Vigilante de reconnaissance et d'attaque (RVAH, sur les navires de classe Forrestal ou plus grands) ou un détachement de RF-8G Crusaders pour la reconnaissance photographique (VFP)
- Détachements d'hélicoptères  SH-3 ou UH-2 de soutien au combat (HC) et de EKA-3B tankers (VAQ)

Un anti-submarine air group (CVSG) sur les navires de classe Essex -class anti-submersibles (CVS)- comprenaient 5 escadrons :
- 2 escadrons anti-submersibles (VS) sur  S-2 Tracker
- 1 escadron d'hélicoptères anti-submersibles (HS) sur SH-3A Sea Kings
- 1 escadron de guet aérien (VAW) de 4 E-1 Tracer
- Un détachement de 4 A-4 Skyhawk provenant de divers types d'escadrons (VSF, VA, VMA, H&MS) pour assurer la protection du navire.

### Invasion de la Grenade (1983)

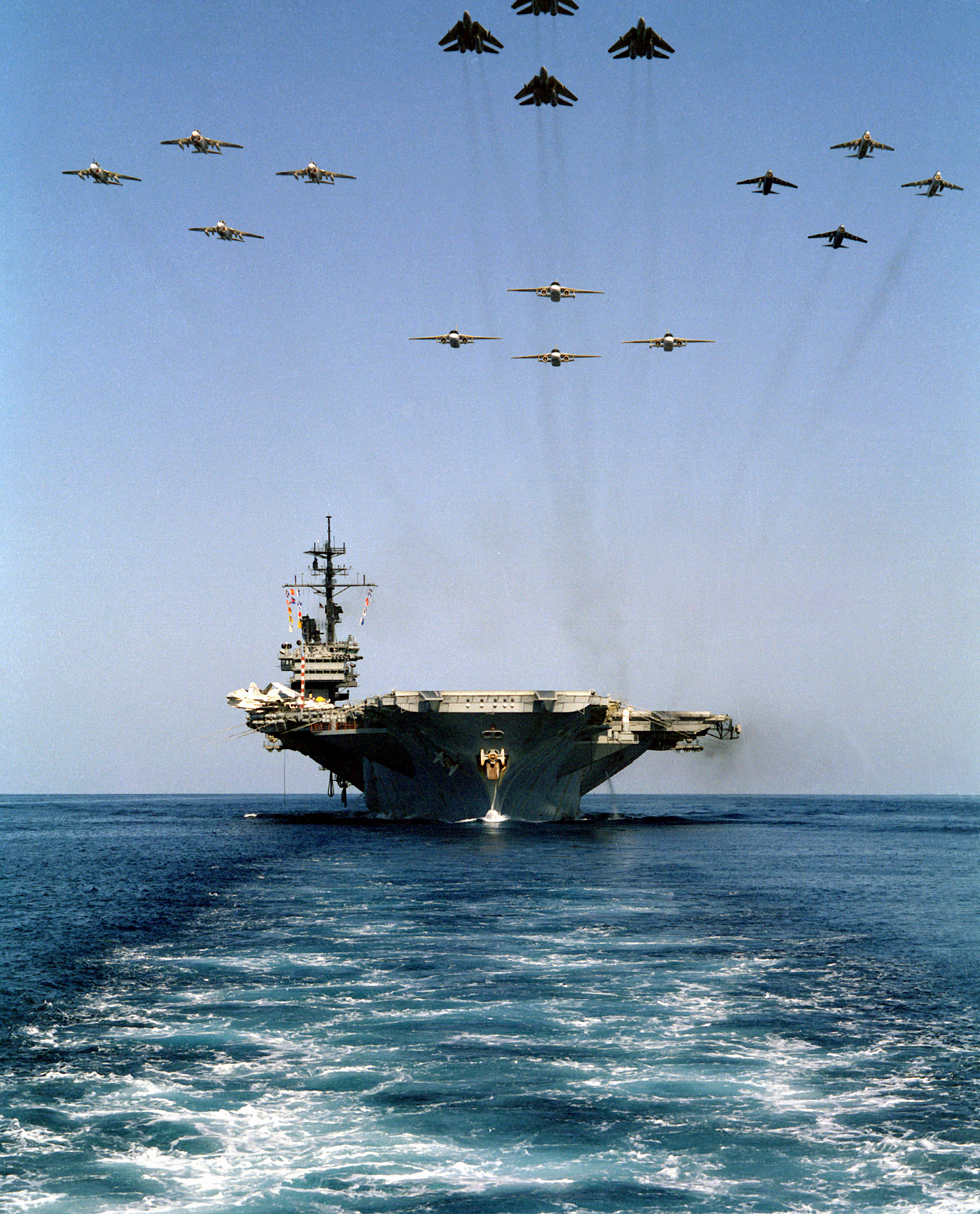
le CVW-1 survolant l' en 1983.

Au début des années 1980, les escadres aériennes commencent à remplacer les F-4 avec le F-14 Tomcat, les KA-6D et les A-6 ont remplacé les A-3 dans le rôle de ravitailleurs, et les EA-6B Prowler ont largement remplacé les EA-3.
- 2 escadrons de chasseurs (VF) de 12 F-4 ou F-14A
- 2 escadrons d'attaque (VA) de 12 à 14 A-7E
- 1 escadron d'attaque tout temps (VA)  de 10 à 12 A-6E (y compris 4 ravitailleurs KA-6D).
- 1 escadron de guet aérien (VAW) de 4 E-2C
- 1 escadron de guerre électronique (VAQ) de 4 EA-6B
- 1 escadron anti-submersibles (VS) de 10 S-3A Viking
- 1 escadron d'hélicoptères anti-submersibles (HS) de 6 SH-3H Sea Kings
- détachements d'EA-3B ou de RF-8G de reconnaissance aérienne

### Guerre du Golfe (1991)

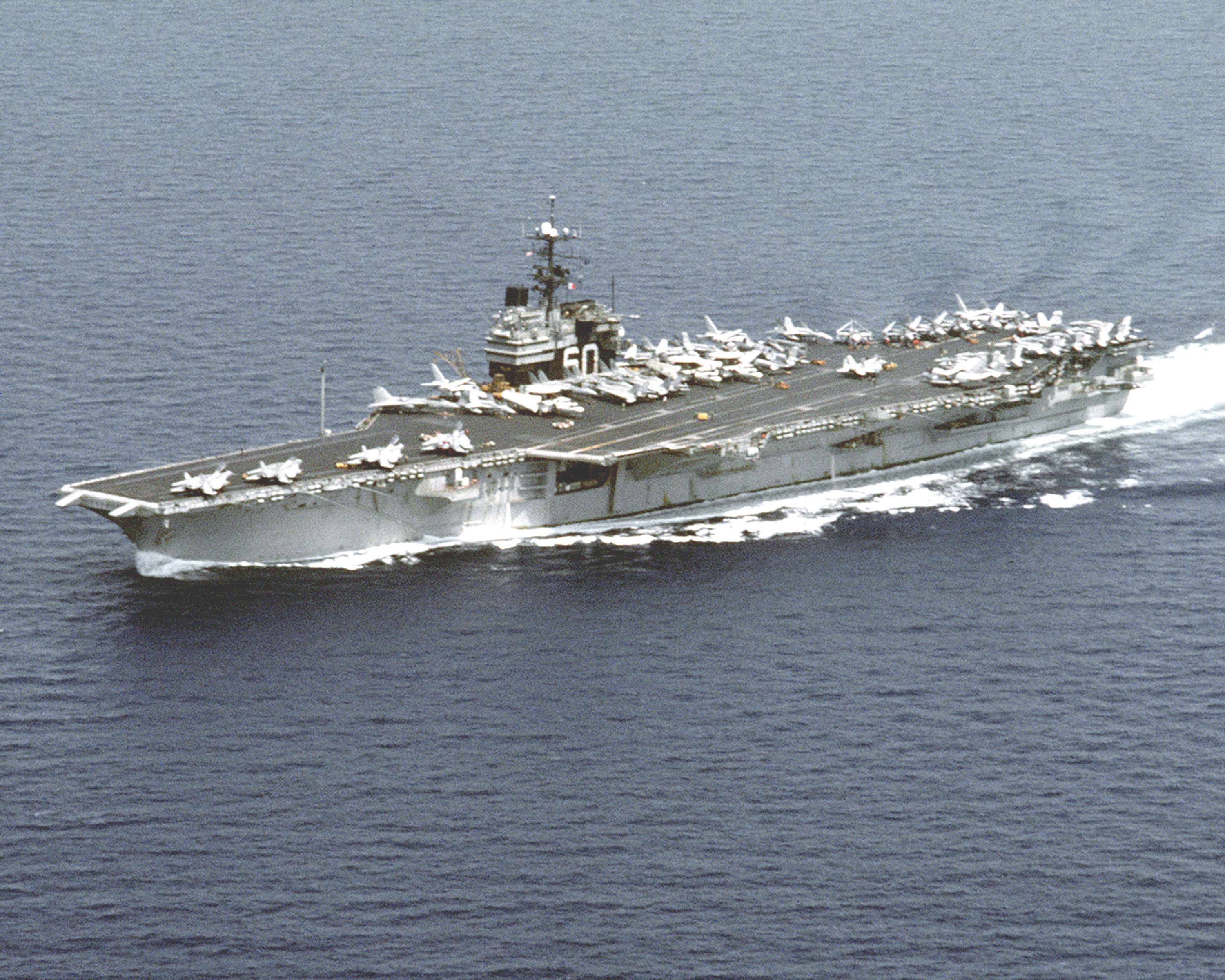
Le CVW-1 à bord de l'USS Saratoga (CV-60) en 1992.

La guerre du Golfe est l'occasion de la plus grande concentration d'escadres embarquées depuis la Seconde Guerre mondiale. Tous les F-4 ont été retirés et les A-7E ont largement été remplacés par des McDonnell Douglas F/A-18 Hornet.
- 2 escadrons de chasseurs (VF) de 12 F-14, certains équipés de la nacelle de reconnaissance TARPS
- 2 escadrons d'attaque (VFA) de 12 FA-18 Hornets
- 1 escadron d'attaque tout temps (VA)  de 10 à 12 A-6E (y compris 4 ravitailleurs KA-6D).
- 1 escadron de guet aérien (VAW) de 4 E-2C
- 1 escadron de guerre électronique (VAQ) de 4 EA-6B
- 1 escadron anti-submersibles (VS) de 10 S-3A Viking
- 1 escadron d'hélicoptères anti-submesibles (HS) de 6 SH-3H Sea Kings
- 1 détachement de C-2A Greyhound pour les livraisons à bord des porte-avions

### Opération Libération de l'Irak (2003)

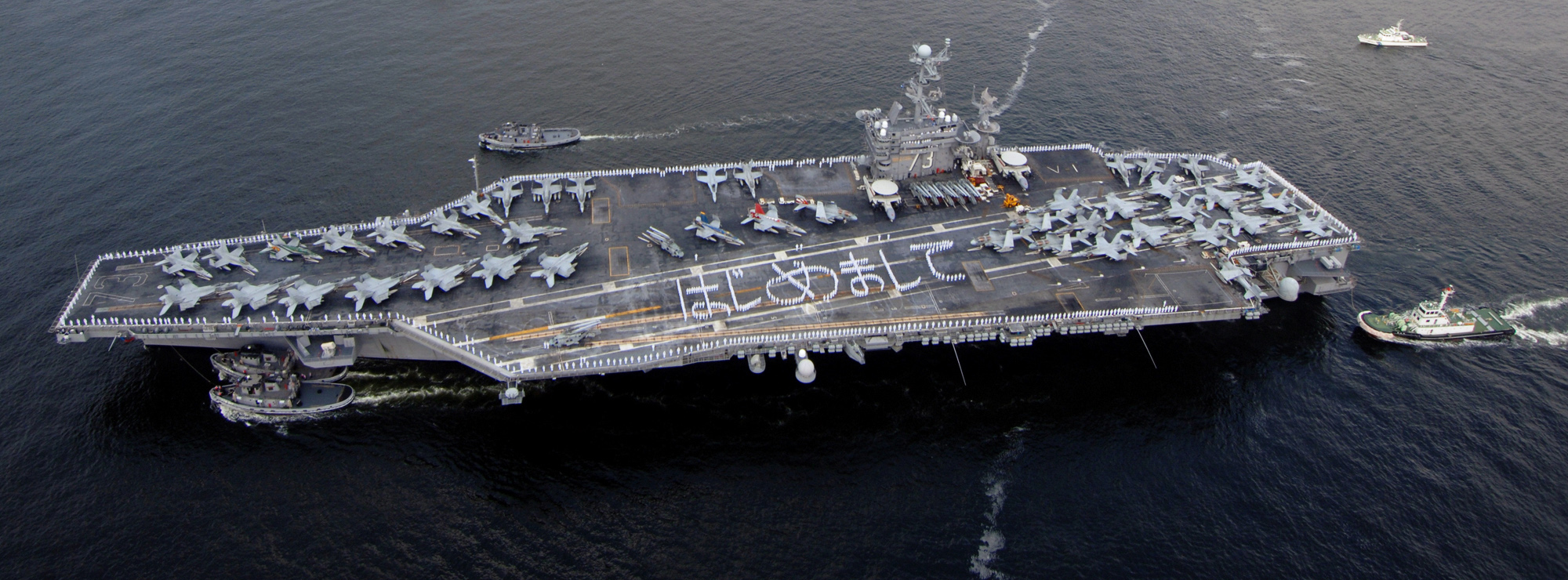
Le CVW-5 à bord de l'USS George Washington (CVN-73), 2008.

En 2003, les A-6 ont été retirés, leur mission de ravitaillement est confiée aux S-3 qui prennent leur retraite définitive en 2016, les ES-3 ont été retirés et les F-14 commencent à l'être, les derniers en 2006.
- 1 escadron de chasseurs (VF) de 12 F-14A/B/D
- 3 escadrons d'attaque (VFA) de 12 F/A-18C (dont l'un appartenant souvent aux Marines)
- 1 escadron de guet aérien (VAW) de 4 E-2C
- 1 escadron de guerre électronique (VAQ) de 4 EA-6B Prowler embarqués pour la dernière fois en 2014 et définitivement retirés en 2018[18],[19].
- 1 escadron de contrôle des mers (VS) de 8 S-3B (ravitaillement)
- 1 escadron d'hélicoptère anti-submersibles (HS) de 4 SH-60F et 2 HH-60H
- 1 détachement de C-2A Greyhound pour les livraisons à bord des porte-avions

## Futur
Dans les années 2020, l'US Navy prévoit le format suivant pour ses escadres embarquées:
- Entre 40 et 50 avions d'assaut (F/A-18 ou F-35 Lightning II)
- 4 ou 6 avions de guerre électronique EA-18G Growler
- 4 ou 6 avions de guet aérien E-2D Advanced Hawkeye
- 2 C-2 Greyhound
- 10 MH-60R Seahawk, y compris les détachements sur les navires de l'escorte
- 10 à 12 drones de ravitaillement et de surveillance (à la fin des années 2000, on prévoyait des drones de combat dans le cadre du Unmanned Carrier-Launched Airborne Surveillance and Strike mais le programme a changé en 2016)[20]